# 国道507号 (日本)
国道507号是从沖繩縣丝满市到那霸市的一般国道。

## 概述
从位于冲绳本岛南端的丝满市市区的丝满，沿著島的南部逆时针方向走半圈，到那霸市楚邊的330号国道交叉口。這條30公里長的国道，主要經過八重濑町、岛尻郡、羽原町。
它是日本国道中編號最大的国道 。冲绳回归大陆前，与現在的冲绳縣道46号合稱为琉球政府道46号道，连接那霸市安里和八重瀨町具志頭。回歸後，於 1993年晋升为国道。

### 路线数据
- 起点：冲绳县丝满市（国道331号）
- 终点：冲绳县那霸市（旭桥路口 = 国道330号）
- 總長度: 30.3公里（包括重疊部分 ) [2]

## 路线状况

### 重叠部分
- 国道331号线（起点～八重濑町串上十字路口）
- 国道329号线（那霸市中间-上间十字路口）
- 国道330号线（那霸市小仓十字路口-终点）

## 地理

### 經過城市
- 冲绳县
  - 丝满市～岛尻郡八重濑町～岛尻郡南風原町～那霸市